# Platamops gounellei
Platamops gounellei is een keversoort uit de familie platsnuitkevers (Salpingidae). De wetenschappelijke naam van de soort werd in 1947 gepubliceerd door Maurice Pic.